# Pterostichus camelus
Pterostichus camelus  (лат.) — вид жуков рода птеростихи (Pterostichus) семейства жужелицы (Carabidae). Эндемик Китая (Yele Reserve, Sichuan, Mianning, Liangshan Yi Autonomous Prefecture).

## Описание
Отличается от близких видов щетинистым низом пятого членика лапок и строением гениталий. 
Наземные подвижные жуки коричневого цвета (усики и лапки желтовато-коричневые), длиной около 1 см (12,7–13,5 мм). Глаза крупные, выпуклые; развиты две супраорбитальные щетинки. Пронотум округлый. Средние бёдра ног с двумя щетинками по заднему краю и одним коротким субапикальным шипиком; тазики задних ног с двумя щетинками; задние вертлуги с одной сетой. VIII-й стернум брюшка самок с полупрозрачной областью в середине. Вид был впервые описан в 2015 году китайскими энтомологами Х. Ши (College of Forestry, Beijing Forestry University, Пекин, Китай) и Х. Ляном (Institute of Zoology, Chinese Academy of Sciences, Пекин) и включён в состав подрода Circinatus.